# Proeutatus
Proeutatus és un gènere extint de mamífers cingulats de la família dels clamifòrids que visqueren a Sud-amèrica durant el Miocè, fa entre 13,8 i 20,4 milions d'anys. Se n'han trobat restes fòssils a l'Argentina i Xile. L'anatomia de l'aparell mastegador indica que eren animals herbívors. Es calcula que devien pesar uns 15 kg. Tenien les dents del maxil·lar superior bilobades. El nom genèric Eutatus significa ‘abans d'Eutatus’, en referència al gènere en el qual fou classificada originalment l'espècie tipus, P. oenophorus.